# Primetime-Emmy-Verleihung 1958
Die 10. Emmy-Verleihung fand am 15. April 1958 im Coconut Grove in Hollywood,  Kalifornien, USA statt. Die Zeremonie wurde von Danny Thomas moderiert.

## Nominierungen und Gewinner

### Programmpreise
| Kategorie | Preisträger | Programm                        | Nominierungen |
| --- | ----------- | ------------------------------- | --- |
| Best Dramatic Anthology Series (Beste Drama-Anthologieserie)                                                          |             | Playhouse 90, CBS               | Alfred Hitchcock Presents, CBS Climax!, CBS Hallmark Hall of Fame, NBC Studio One, CBS |
| Best Dramatic Anthology Series With Continuing Characters (Beste Dramaserie)                                          |             | Rauchende Colts, CBS            | Lassie, CBS Maverick, ABC Perry Mason, CBS Wagon Train, CBS |
| Best Musical, Variety, Audience Participation or Quiz Series (Beste Musik-, Unterhaltungs-, Gewinn- oder Quizsendung) |             | The Dinah Shore Chevy Show, NBC | The Ed Sullivan Show, CBS The Perry Como Show, NBC The Steve Allen Show, NBC Tonight Starring Jack Paar, NBC                                                                                              |
| Best Public Service Programm Or Series (Bestes Informationsprogramm oder -serie)                                      |             | Omnibus, ABC, NBC               | The Bell Laboratory Science Series, NBC Person to Person, CBS See It Now, CBS Wide Wide World, NBC |
| Best Comedy Series (Beste Comedyserie)                                                                                |             | The Phil Silvers Show, CBS      | The Bob Cummings Show, CBS, NBC Caesar's Hour, NBC The Jack Benny Show, CBS Vater ist der Beste, NBC |
| Best Coverage Of An Unscheduled Newsworthy Event (Beste Sondersendung)                                                |             | CBS World News Roundup, CBS     | Four Newsmen Interview Governor Orval Faubus of Arkansas, ABC Little Rock, 1957, CBS News Coverage of First Russian Sputnik, The U.S.S.R., NBC News coverage of the Integration Story in Little Rock, NBC |
| Best Single Program Of The Year (Bestes Einzelprogramm des Jahres)                                                    |             | Playhouse 90, CBS               | The Edsel Show, CBS General Motors 50th Anniversary Show, NBC Hallmark Hall of Fame, NBC Playhouse 90, CBS                                                                                                |
| Best New Program Series Of The Year (Beste neue Serie des Jahres)                                                     |             | The Seven Lively Arts, CBS      | Erwachsen müßte man sein, CBS Maverick, ABC Tonight Starring Jack Paar, NBC Wagon Train, CBS |

### Regiepreise
| Kategorie                                                                  | Preisträger          | Programm                                         | Nominierungen |
| -------------------------------------------------------------------------- | -------------------- | ------------------------------------------------ | --- |
| Best Direction – One Hour Or More (Beste Regie – 60 Minuten oder mehr)     | Bob Banner           | The Dinah Shore Chevy Show, NBC                  | John Frankenheimer für Playhouse 90, CBS George Roy Hill für Playhouse 90, CBS Arthur Penn für Playhouse 90, CBS George Schaefer für Hallmark Hall of Fame, NBC           |
| Best Direction – Half Hour Or Less (Beste Regie – 30 Minuten oder weniger) | Robert Stevenson     | Alfred Hitchcock Presents, CBS                   | Bill Hobin für Your Hit Parade, NBC Clark Jones für Patrice Munsel Show, ABC Sheldon Leonard für Danny Thomas Show, ABC, CBS Peter Tewksbury für Vater ist der Beste, NBC |
| Best Art Direction (Beste künstlerische Regie)                             | Rouben Ter-Arutunian | Hallmark Hall of Fame, NBC (Folge Twelfth Night) | Beulah Frankel für Climax, CBS Howard E. Johnson für Wagon Train, NBC Robert Kelly für The George Gobel Show, NBC Don Shirley für The Perry Como Show, NBC                |

### Drehbuchpreise
| Kategorie                                                                                | Preisträger | Programm                        | Nominierungen |
| ---------------------------------------------------------------------------------------- | --- | ------------------------------- | --- |
| Best Teleplay Writing – One Hour Or More (Bestes TV-Drehbuch – 60 Minuten oder mehr)     | Rod Serling | Playhouse 90, CBS               | Marc Connelly für Hallmark Hall of Fame, NBC William Gibson für Playhouse 90, CBS Arthur Hailey für Studio One, CBS James Lee für Omnibus, NBC |
| Best Teleplay Writing – Half Hour Or Less (Bestes TV-Drehbuch – 30 Minuten oder weniger) | Paul Monash | Schlitz Playhouse of Stars, CBS | Joe Connelly, Bob Mosher für Erwachsen müßte man sein, CBS John Meston für Rauchende Colts, CBS Roswell Rogers für Vater ist der Beste, NBC Morton Wishengrad für Frontiers of Faith, NBC |
| Best Comedy Writing (Beste Comedy-Vorlagen)                                              | Billy Friedberg, Nat Hiken, Coleman Jacoby, Arnold Rosen, A. J. Russell, Terry Ryan, Phil Sharp, Tony Webster, Sidney Zelinka | The Phil Silvers Show, CBS      | George Balzer, Hal Goldman, Al Gordon, Sam Perrin für The Jack Benny Show, CBS Gary Belkin, Mel Brooks, Larry Gelbart, Sheldon Keller, Neil Simon, Mike Stewart, Mel Tolkin für Caesar's Hour, NBC Ernie Kovacs für The Ernie Kovacs Show, NBC Roswell Rogers, Paul West für Vater ist der Beste, NBC |

### Technikpreise
| Kategorie                                                      | Preisträger       | Programm                                | Nominierungen |
| -------------------------------------------------------------- | ----------------- | --------------------------------------- | --- |
| Best Best Cinematography For Television (Beste TV-Kamera)      | Harold E. Wellman | The Bell Laboratory Science Series, CBS | Norbert Brodine für The Loretta Young Show, NBC Robert De Grasse für The Danny Thomas Show, NBC George E. Diskant für Goodyear Theatre, NBC William Margulies für Have Gun – Will Travel, CBS |
| Best Live Camera Work (Beste Kamera Live)                      |                   | Playhouse 90, CBS                       | Annie Get Your Gun, NBC Cinderella, CBS General Motors 50th Anniversary Show, NBC Wide Wide World, NBC                                                                                        |
| Best Editing Of A Film For Television (Bester Schnitt TV-Film) | Mike Pozen        | Rauchende Colts, CBS                    | Samuel E. Beetley für Goodyear Theatre, NBC Danny Landres für Schlitz Playhouse of Stars, CBS Michael R. McAdam für G.E. Theatre, CBS Robert Sparr für Maverick, ABC                          |

### Musikpreise
| Kategorie                                                            | Preisträger       | Programm     | Nominierungen |
| -------------------------------------------------------------------- | ----------------- | ------------ | --- |
| Best Musical Contribution For Television (Beste TV-Musikbearbeitung) | Leonard Bernstein | Omnibus, ABC | Mitchell Ayres für The Perry Como Show, NBC Robert Russell Bennett für Project XX, NBC Nelson Riddle für The Frank Sinatra Show, ABC Richard Rodgers für Cinderella, CBS |

### Darstellerpreise
| Kategorie | Preisträger   | Programm                                              | Nominierungen |
| --- | ------------- | ----------------------------------------------------- | --- |
| Actor – Best Single Performance – Lead Or Support (Bester Einzeldarsteller)                                                                  | Peter Ustinov | Omnibus, NBC (Folge The Life of Samuel Johnson)       | Lee J. Cobb für Studio One, CBS (Folge 10.12 No Deadly Medicine) Mickey Rooney für Playhouse 90, CBS (Folge 1.20 The Comedian) David Wayne für Suspicion, NBC (Folge 1.7 Heartbeat) Ed Wynn für Hallmark Hall of Fame, NBC (Folge On Borrowed Time) |
| Actress – Best Single Performance – Lead Or Support (Beste Einzeldarstellerin)                                                               | Polly Bergen  | Playhouse 90, CBS (Folge 1.33 The Helen Morgan Story) | Julie Andrews für Cinderella, CBS Helen Hayes für The Alcoa Hour, NBC (Folge 2.18 Mrs. Gilling and the Skyscraper) Piper Laurie für Studio One, CBS (Folge 10.7 The Deaf Heart) Teresa Wright für Playhouse 90, CBS (Folge 1.19 The Miracle Worker) |
| Best Continuing Performance by an Actor in a Leading Role in a Dramatic or Comedy Series (Bester Hauptdarsteller Drama- oder Comedyserie)    | Robert Young  | Vater ist der Beste, NBC                              | James Arness für Rauchende Colts, CBS Robert Cummings für The Bob Cummings Show, CBS, NBC Phil Silvers für The Phil Silvers Show, CBS Danny Thomas für The Danny Thomas Show, ABC, CBS                                                              |
| Best Continuing Performance by an Actress in a Leading Role in a Dramatic or Comedy Series (Beste Hauptdarstellerin Drama- oder Comedyserie) | Jane Wyatt    | Vater ist der Beste, NBC                              | Eve Arden für The Eve Arden Show, CBS Spring Byington für December Bride, CBS Jan Clayton für Lassie, CBS Ida Lupino für Mr. Adams and Eve, CBS |
| Best Continuing Supporting Performance by an Actor in a Dramatic or Comedy Series (Bester Nebendarsteller Drama- oder Comedyserie)           | Carl Reiner   | Caesar's Hour, NBC                                    | Paul Ford für The Phil Silvers Show, CBS William Frawley für I Love Lucy, CBS Louis Nye für The Steve Allen Show, NBC Dennis Weaver für Rauchende Colts, CBS                                                                                        |
| Best Continuing Supporting Performance by an Actress in a Dramatic or Comedy Series (Beste Nebendarstellerin Drama- oder Comedyserie)        | Ann B. Davis  | The Bob Cummings Show, CBS, NBC                       | Pat Carroll für Caesar's Hour, NBC Verna Felton für December Bride, CBS Marion Lorne für Sally, NBC Vivian Vance für I Love Lucy, CBS |

### Moderatorenpreise
| Kategorie | Preisträger      | Programm                        | Nominierungen |
| --- | ---------------- | ------------------------------- | --- |
| Best Continuing Performance (Male) in a Series by a Comedienne, Singer, Hostess, Dancer, M.C., Announcer, Narrator, Panelist, or any Person who Essentially Plays Herself (Beste männliche Serienleistung Komiker, Sänger, Assistent, Tänzer, Sprecher, Ansager, Moderator, Bildwender oder Selbstdarsteller)   | Jack Benny       | The Jack Benny Show, CBS        | Steve Allen für The Steve Allen Show, NBC Sid Caesar für Caesar's Hour, NBC Perry Como für The Perry Como Show, NBC Jack Parr für Tonight Starring Jack Paar, NBC                             |
| Best Continuing Performance (Female) in a Series by a Comedienne, Singer, Hostess, Dancer, M.C., Announcer, Narrator, Panelist, or any Person who Essentially Plays Herself (Beste weibliche Serienleistung Komiker, Sänger, Assistent, Tänzer, Sprecher, Ansager, Moderator, Bildwender oder Selbstdarsteller) | Dinah Shore      | The Dinah Shore Chevy Show, NBC | Gracie Allen für The George Burns And Gracie Allen Show, CBS Lucille Ball für I Love Lucy, CBS Dody Goodman für Tonight Starring Jack Paar, NBC Loretta Young für The Loretta Young Show, NBC |
| Best News Commentary (Bester Nachrichtensprecher) | Edward R. Murrow | See It Now, CBS                 | John Charles Daly für ABC News, ABC Douglas Edwards für CBS News, CBS Chet Huntley, David Brinkley für Huntley-Brinkley Report, NBC Eric Sevareid für CBS World News Roundup, CBS             |